# Toni Col
ToniCol es el nombre de una bebida carbonatada sabor vainilla, originaria de la ciudad de El Rosario, Sinaloa, México. Famosa en el estado de Sinaloa.Por su contenido es vendido en algunos lugares como producto naturista. "En la industria de bebidas embotelladas, Tonicol es reconocida como la embotelladora más antigua de México, inició producción en 1880".
Su creador fue Don Antonio Espinoza de los Monteros 'Don Tony'. En 1880, el conocido "Tony Co" era embotellado en la empresa La Eureka. El envase era conocido como toluquita y se vendía revuelto con otros sabores. En 1947, a iniciativa de Don Ángel Solorza González[cita requerida], el refresco sale del anonimato y adquiere un envase propio que lo hace diferente a los demás refrescos. Es en ese año que La Eureka y La Azteca, ambas de origen sinaloense, se funcionan para crear El Manantial S.A. de C.V., la cual es que continuó creando este refresco. Su nombre se debe al diminutivo de Antonio Espinoza de los Monteros inventor de dicha bebida frutal, que había sido comercializada por Eureka desde 1880.

## Presentaciones
ToniCol tuvo 6 presentaciones, 3 de ellas de vidrio de las cuales dos eran retornables (200 ml y 325 ml) y una no retornable (355 ml). Las otras 3 versiones estaban hechas de PET (355 ml {2002}, 600 ml y 2 litros {2004}). Adicional a tres presentaciones de refresco "light" ToniCol Light No Retornable PET 355 mL, ToniCol Light No Retornable PET 600 mL y ToniCol Light No Retornable PET 2L. 
A partir de 2021, por la baja en ventas durante la pandemia de COVID-19, sólo cuentan con las de 600 ml.

## Sitios Web Externos
- Sitio web oficial

- Datos: Q7821233